# 北山水库 (钟祥)
北山水库是中国湖北省荆门市钟祥市境内的一座水库，位于汉江支流九条港上，建于1974年。水库正常库容为2370万立方米，集雨面积为56平方千米，海拔为90米。